# Fortune Teller (A Balladeer)
Fortune Teller is een nummer van de Nederlandse band a balladeer uit 2006. Het is de tweede single van hun debuutalbum Panama.
Het nummer was de opvolger van debuutsingle Swim with Sam. Deze tweede single ontstaat in Mailmen, de studio van producer Martijn Groeneveld in begin 2004. Tijdens het mixen van hun eerste EP (Rumor Had It) komen de woorden van het refrein ineens in a balladeer-frontman Marinus de Goederen naar boven: "If you give me your hand, I'll do what I can to make you calm by making up the meaning of the lines in your palm". Eenmaal thuis is het liedje - met gitaar op schoot - zo geschreven. Het nummer werd opnieuw gemixt door producer Gordon Groothedde (Intwine, The Sheer en IOS) en werd een klein hitje in Nederland. Uiteindelijk haalde het de 20e positie in de Mega Top 50 van 3FM. In de Single Top 100 kwam het tot een 59e positie.